# Mistrzostwa świata w szermierce
Mistrzostwa świata w szermierce – zawody w szermierce organizowane corocznie przez Międzynarodową Federację Szermierczą (FIE). Począwszy od 2020 roku w latach olimijskich mistrzostwa świata nie są rozgrywane. Pierwsze mistrzostwa świata rozegrane zostały w 1921 roku w Paryżu (rywalizacja odbyła się wówczas tylko w szpadzie indywidualnej mężczyzn). Kobiety po raz pierwszy rywalizowały na MŚ 1929 (zorganizowano tam zawody floretu indywdidualnego).

## Edycje
- 1921:  Paryż
- 1922:  Paryż,  Ostenda
- 1923:  Haga
- 1925:  Ostenda
- 1926:  Budapeszt,  Ostenda
- 1927:  Vichy
- 1929:  Neapol
- 1930:  Liège
- 1931:  Wiedeń
- 1932:  Kopenhaga
- 1933:  Budapeszt
- 1934:  Warszawa
- 1935:  Lozanna
- 1936:  San Remo
- 1937:  Paryż
- 1938:  Pieszczany
- 1947:  Lizbona
- 1948:  Haga
- 1949:  Kair
- 1950:  Monte Carlo
- 1951:  Sztokholm
- 1952:  Kopenhaga
- 1953:  Bruksela
- 1954:  Luksemburg
- 1955:  Rzym
- 1956:  Londyn
- 1957:  Paryż
- 1958:  Filadelfia
- 1959:  Budapeszt
- 1961:  Turyn
- 1962:  Buenos Aires
- 1963:  Gdańsk
- 1965:  Paryż
- 1966:  Moskwa
- 1967:  Montreal
- 1969:  Hawana
- 1970:  Ankara
- 1971:  Wiedeń
- 1973:  Göteborg
- 1974:  Grenoble
- 1975:  Budapeszt
- 1977:  Buenos Aires
- 1978:  Hamburg
- 1979:  Melbourne
- 1981:  Clermont-Ferrand
- 1982:  Rzym
- 1983:  Wiedeń
- 1985:  Barcelona
- 1986:  Sofia
- 1987:  Lozanna
- 1988:  Orlean
- 1989:  Denver
- 1990:  Lyon
- 1991:  Budapeszt
- 1992:  Hawana
- 1993:  Essen
- 1994:  Ateny
- 1995:  Haga
- 1997:  Kapsztad
- 1998:  La Chaux-de-Fonds
- 1999:  Seul
- 2000:  Budapeszt
- 2001:  Nîmes
- 2002:  Lizbona
- 2003:  Hawana
- 2004:  Nowy Jork
- 2005:  Lipsk
- 2006:  Turyn
- 2007:  Petersburg
- 2008:  Pekin
- 2009:  Antalya
- 2010:  Paryż
- 2011:  Katania
- 2013:  Budapeszt
- 2014:  Kazań
- 2015:  Moskwa
- 2016:  Rio de Janeiro
- 2017:  Lipsk
- 2018:  Wuxi
- 2019:  Budapeszt
- 2022:  Kair
- 2023:  Mediolan
- 2025:  Tbilisi
- 2026:  Hongkong

## Klasyfikacja medalowa
Stan po MŚ 2022.
| Lp. | Państwo                              | złoto | srebro | brąz | Razem |
| --- | ------------------------------------ | ----- | ------ | ---- | ----- |
| 1   | Rosja                                | 146   | 86     | 88   | 320   |
| 2   | Włochy                               | 120   | 107    | 133  | 359   |
| 3   | Francja                              | 95    | 94     | 97   | 283   |
| 4   | Węgry                                | 93    | 89     | 94   | 274   |
| 5   | Niemcy                               | 47    | 57     | 57   | 161   |
| 6   | Polska                               | 17    | 29     | 40   | 86    |
| 7   | Rumunia                              | 13    | 25     | 42   | 69    |
| 8   | Ukraina                              | 12    | 12     | 20   | 44    |
| 9   | Korea Południowa                     | 11    | 11     | 25   | 47    |
| 10  | Stany Zjednoczone                    | 10    | 24     | 13   | 37    |
| 11  | Chiny                                | 8     | 19     | 17   | 44    |
| 12  | Szwecja                              | 7     | 13     | 17   | 36    |
| 13  | Kuba                                 | 6     | 5      | 9    | 20    |
| 14  | Estonia                              | 5     | 6      | 6    | 17    |
| 15  | Dania                                | 4     | 3      | 3    | 10    |
| 16  | Austria                              | 4     | 0      | 5    | 9     |
| 17  | Wielka Brytania                      | 3     | 6      | 9    | 18    |
| 18  | Holandia                             | 3     | 3      | 6    | 12    |
| 19  | Szwajcaria                           | 2     | 8      | 11   | 21    |
| 20  | Belgia                               | 2     | 4      | 11   | 17    |
| 21  | Hiszpania                            | 2     | 2      | 7    | 11    |
| 22  | Japonia                              | 2     | 2      | 6    | 10    |
| 23  | Azerbejdżan                          | 2     | 2      | 4    | 8     |
| 24  | Bułgaria                             | 1     | 3      | 5    | 9     |
| 25  | Czechosłowacja                       | 1     | 3      | 1    | 5     |
| 26  | Norwegia                             | 1     | 0      | 1    | 2     |
| 27  | Brazylia                             | 1     | 0      | 0    | 1     |
| 28  | Wenezuela                            | 0     | 2      | 0    | 2     |
| 29  | Tunezja                              | 0     | 1      | 3    | 4     |
| 30  | Białoruś · Kanada                    | 0     | 1      | 2    | 3     |
| 32  | Portugalia                           | 0     | 1      | 0    | 1     |
| 33  | Egipt                                | 0     | 0      | 7    | 7     |
| 34  | Hongkong                             | 0     | 0      | 3    | 3     |
| 35  | Grecja                               | 0     | 0      | 2    | 2     |
| 36  | Finlandia · Iran · Gruzja · Kolumbia | 0     | 0      | 1    | 1     |

## Polscy medaliści
(Stan po MŚ 2015)

### Floret
| Imię i nazwisko        | Dorobek medalowy | złoto | srebro | brąz | Razem |
| ---------------------- | --- | ----- | ------ | ---- | ----- |
| Sylwia Gruchała        | 1998 (druż.), 1999 (druż.), 2002 (druż.), 2003 (ind.), 2003 (druż.), 2004 (druż.), 2007 (druż.), 2010 (druż.)                | 2     | 4      | 2    | 8     |
| Magdalena Mroczkiewicz | 1998 (druż.), 1999 (druż.), 2002 (druż.), 2003 (druż.), 2004 (druż.), 2007 (druż.)                                           | 2     | 2      | 2    | 6     |
| Małgorzata Wojtkowiak  | 2002 (druż.), 2003 (druż.), 2004 (druż.), 2007 (druż.)                                                                       | 2     | 1      | 1    | 4     |
| Ryszard Parulski       | 1961 (ind.), 1961 (druż.), 1962 (druż.), 1963 (ind.), 1963 (druż.), 1966 (druż.), 1967 (druż.), 1969 (ind.), 1969 (druż.)    | 1     | 2      | 6    | 9     |
| Piotr Kiełpikowski     | 1990 (druż.), 1993 (druż.), 1995 (druż.), 1998 (ind.), 1998 (druż.), 1999 (druż.), 2001 (druż.), 2002 (ind.)                 | 1     | 2      | 5    | 8     |
| Adam Krzesiński        | 1990 (druż.), 1993 (druż.), 1995 (druż.), 1998 (druż.), 1999 (druż.), 2001 (druż.)                                           | 1     | 2      | 3    | 6     |
| Anna Rybicka           | 1998 (druż.), 2002 (druż.), 2003 (druż.), 2004 (druż.), 2010 (druż.)                                                         | 1     | 2      | 2    | 5     |
| Ryszard Sobczak        | 1990 (druż.), 1993 (druż.), 1995 (druż.), 1998 (druż.)                                                                       | 1     | 1      | 2    | 4     |
| Leszek Martewicz       | 1973 (druż.), 1974 (druż.), 1978 (druż.)                                                                                     | 1     | 1      | 1    | 3     |
| Sławomir Mocek         | 1998 (druż.), 1999 (druż.), 2001 (druż.)                                                                                     | 1     | 1      | 1    | 3     |
| Marian Sypniewski      | 1978 (druż.), 1983 (ind.) | 1     | -      | 1    | 2     |
| Katarzyna Kryczało     | 2007 (druż.), 2010 (druż.)                                                                                                   | 1     | 1      | -    | 2     |
| Bogusław Zych          | 1978 (druż.) | 1     | -      | -    | 1     |
| Adam Robak             | 1978 (druż.) | 1     | -      | -    | 1     |
| Arkadiusz Godel        | 1978 (druż.) | 1     | -      | -    | 1     |
| Marek Dąbrowski        | 1969 (druż.), 1970 (ind.), 1971 (ind.), 1971 (druż.), 1973 (druż.), 1974 (druż.)                                             | -     | 4      | 2    | 6     |
| Witold Woyda           | 1961 (druż.), 1962 (druż.), 1963 (druż.), 1965 (druż.), 1966 (druż.), 1967 (druż.), 1969 (druż.), 1971 (druż.), 1973 (druż.) | -     | 3      | 6    | 9     |
| Jerzy Kaczmarek        | 1969 (druż.), 1971 (druż.), 1973 (druż.), 1974 (druż.)                                                                       | -     | 3      | 1    | 4     |
| Lech Koziejowski       | 1969 (druż.), 1971 (druż.), 1973 (druż.), 1974 (druż.)                                                                       | -     | 3      | 1    | 4     |
| Adam Lisewski          | 1965 (druż.), 1966 (druż.), 1967 (druż.), 1971 (druż.)                                                                       | -     | 2      | 2    | 4     |
| Egon Franke            | 1961 (druż.), 1962 (ind.), 1962 (druż.), 1963 (ind.), 1963 (druż.), 1966 (druż.), 1967 (druż.)                               | -     | 1      | 6    | 7     |
| Zbigniew Skrudlik      | 1961 (druż.), 1962 (druż.), 1963 (druż.), 1965 (druż.), 1966 (druż.), 1967 (druż.)                                           | -     | 1      | 5    | 6     |
| Janusz Różycki         | 1961 (druż.), 1962 (druż.), 1963 (druż.), 1965 (druż.)                                                                       | -     | 1      | 3    | 4     |
| Leszek Bandach         | 1990 (druż.), 1993 (druż.)                                                                                                   | -     | 1      | 1    | 2     |
| Barbara Wolnicka       | 1998 (druż.), 1999 (druż.)                                                                                                   | -     | 1      | 1    | 2     |
| Barbara Wysoczańska    | 1971 (druż.), 1978 (druż.)                                                                                                   | -     | 1      | 1    | 2     |
| Henryk Nielaba         | 1965 (druż.) | -     | 1      | -    | 1     |
| Ryszard Kunze          | 1965 (druż.) | -     | 1      | -    | 1     |
| Ziemowit Wojciechowski | 1974 (druż.) | -     | 1      | -    | 1     |
| Małgorzata Bugajska    | 1978 (druż.) | -     | 1      | -    | 1     |
| Delfina Skąpska        | 1978 (druż.) | -     | 1      | -    | 1     |
| Jolanta Królikowska    | 1978 (druż.) | -     | 1      | -    | 1     |
| Agnieszka Dubrawska    | 1978 (druż.) | -     | 1      | -    | 1     |
| Cezary Siess           | 1990 (druż.) | -     | 1      | -    | 1     |
| Marian Sypniewski      | 1990 (druż.) | -     | 1      | -    | 1     |
| Alicja Kryczało        | 1999 (druż.) | -     | 1      | -    | 1     |
| Tomasz Ciepły          | 2001 (druż.) | -     | 1      | -    | 1     |
| Karolina Chlewińska    | 2010 (druż.) | -     | 1      | -    | 1     |
| Halina Balonówna       | 1971 (druż.) | -     | -      | 1    | 1     |
| Elżbieta Cymerman      | 1971 (druż.) | -     | -      | 1    | 1     |
| Joanna Rzymowska       | 1971 (druż.) | -     | -      | 1    | 1     |
| Krystyna Urbańska      | 1971 (druż.) | -     | -      | 1    | 1     |
| Jarosław Rodzewicz     | 1993 (druż.) | -     | -      | 1    | 1     |
| Wojciech Szuchnicki    | 1999 (druż.) | -     | -      | 1    | 1     |
| Radosław Glonek        | 2008 (druż.) | -     | -      | 1    | 1     |
| Marcin Zawada          | 2008 (druż.) | -     | -      | 1    | 1     |
| Michał Majewski        | 2008 (druż.) | -     | -      | 1    | 1     |

### Szabla
| Imię i nazwisko         | Dorobek medalowy | złoto | srebro | brąz | Razem |
| ----------------------- | --- | ----- | ------ | ---- | ----- |
| Jerzy Pawłowski         | 1953 (druż.), 1954 (druż.), 1957 (ind.), 1957 (druż.), 1958 (druż.), 1959 (druż.), 1959 (ind.), 1961 (druż.), 1962 (ind.), 1962 (druż.), 1963 (ind.), 1963 (druż.), 1966 (ind.), 1965 (ind.), 1967 (ind.), 1969 (druż.), 1970 (druż.), 1971 (ind.) | 7     | 6      | 5    | 18    |
| Wojciech Zabłocki       | 1953 (druż.), 1954 (druż.), 1957 (druż.), 1958 (druż.), 1959 (druż.), 1961 (ind.) 1961 (druż.), 1962 (druż.), 1963 (druż.) | 4     | 1      | 4    | 9     |
| Emil Ochyra             | 1959 (druż.), 1961 (ind.), 1961 (druż.), 1962 (druż.), 1963 (druż.) | 4     | 1      | -    | 5     |
| Andrzej Piątkowski      | 1954 (druż.), 1957 (druż.), 1958 (druż.), 1959 (druż.), 1962 (druż.), 1963 (druż.) | 3     | 1      | 2    | 6     |
| Ryszard Zub             | 1959 (druż.), 1961 (druż.), 1963 (druż.) | 3     | -      | -    | 3     |
| Dariusz Wódke           | 1979 (druż.), 1981 (ind.), 1981 (druż.) | 1     | -      | 2    | 3     |
| Włodzimierz Wójcicki    | 1959 (druż.) | 1     | -      | -    | 1     |
| Franciszek Sobczak      | 1961 (druż.) | 1     | -      | -    | 1     |
| Jerzy Wandzioch         | 1961 (druż.) | 1     | -      | -    | 1     |
| Egon Franke             | 1962 (druż.) | 1     | -      | -    | 1     |
| Zygmunt Pawlas          | 1953 (druż.), 1954 (druż.), 1957 (druż.), 1958 (druż.) | -     | 1      | 3    | 4     |
| Rafał Sznajder          | 1997 (ind.), 1998 (druż.), 1999 (druż.), 2001 (ind.) | -     | 1      | 3    | 4     |
| Marek Kuszewski         | 1954 (druż.), 1957 (druż.), 1958 (druż.) | -     | 1      | 2    | 3     |
| Jacek Bierkowski        | 1975 (ind.), 1979 (druż.), 1981 (druż.) | -     | 1      | 2    | 3     |
| Tadeusz Piguła          | 1979 (druż.), 1981 (druż.), 1986 (druż.) | -     | 1      | 2    | 3     |
| Andrzej Kostrzewa       | 1979 (druż.), 1981 (druż.), 1986 (druż.) | -     | 1      | 2    | 3     |
| Krzysztof Grzegorek     | 1969 (druż.), 1970 (druż.) | -     | 1      | 1    | 2     |
| Zygmunt Kawecki         | 1969 (druż.), 1970 (druż.) | -     | 1      | 1    | 2     |
| Janusz Majewski         | 1969 (druż.), 1970 (druż.) | -     | 1      | 1    | 2     |
| Józef Nowara            | 1969 (druż.), 1970 (druż.) | -     | 1      | 1    | 2     |
| Norbert Jaskot          | 1998 (druż.), 1999 (druż.) | -     | 1      | 1    | 2     |
| Marcin Sobala           | 1998 (druż.), 1999 (druż.) | -     | 1      | 1    | 2     |
| Janusz Olech            | 1986 (druż.) | -     | 1      | -    | 1     |
| Robert Kościelniakowski | 1986 (druż.) | -     | 1      | -    | 1     |
| Krzysztof Koniusz       | 1986 (druż.) | -     | 1      | -    | 1     |
| Jarosław Koniusz        | 1989 (ind.) | -     | 1      | -    | 1     |
| Arkadiusz Nowinowski    | 1999 (druż.) | -     | 1      | -    | 1     |
| Jerzy Twardokens        | 1957 (druż.), 1958 (ind.), 1958 (druż.) | -     | -      | 3    | 3     |
| Tadeusz Friedrich       | 1930 (druż.), 1934 (druż.) | -     | -      | 2    | 2     |
| Leszek Lubicz-Nycz      | 1930 (druż.), 1934 (druż.) | -     | -      | 2    | 2     |
| Adam Papee              | 1930 (druż.), 1934 (druż.) | -     | -      | 2    | 2     |
| Władysław Segda         | 1930 (druż.), 1934 (druż.) | -     | -      | 2    | 2     |
| Kazimierz Laskowski     | 1930 (druż.) | -     | -      | 1    | 1     |
| Kazimierz Szempliński   | 1930 (druż.) | -     | -      | 1    | 1     |
| Władysław Dobrowolski   | 1934 (druż.) | -     | -      | 1    | 1     |
| Marian Suski            | 1934 (druż.) | -     | -      | 1    | 1     |
| Zbigniew Czajkowski     | 1953 (druż.) | -     | -      | 1    | 1     |
| Leszek Suski            | 1953 (druż.) | -     | -      | 1    | 1     |
| Janusz Kondrat          | 1979 (druż.) | -     | -      | 1    | 1     |
| Leszek Jabłonowski      | 1981 (druż.) | -     | -      | 1    | 1     |
| Dariusz Gilman          | 1998 (druż.) | -     | -      | 1    | 1     |
| Aleksandra Socha        | 2003 (ind.) | -     | -      | 1    | 1     |
| Bogna Jóźwiak           | 2007 (ind.) | -     | -      | 1    | 1     |

### Szpada
| Imię i nazwisko          | Dorobek medalowy                        | złoto | srebro | brąz | Razem |
| ------------------------ | --------------------------------------- | ----- | ------ | ---- | ----- |
| Bohdan Andrzejewski      | 1963 (druż.), 1969 (ind.)               | 2     | -      | -    | 2     |
| Bohdan Gonsior           | 1963 (druż.), 1966 (ind.), 1970 (druż.) | 1     | 1      | 1    | 3     |
| Henryk Nielaba           | 1963 (druż.), 1970 (druż.)              | 1     | 1      | -    | 2     |
| Danuta Dmowska-Andrzejuk | 2005 (ind.), 2009 (druż.)               | 1     | 1      | -    | 2     |
| Joanna Jakimiuk          | 1994 (druż.), 1995 (ind.)               | 1     | -      | 1    | 2     |
| Ryszard Parulski         | 1963 (druż.)                            | 1     | -      | -    | 1     |
| Jerzy Strzałka           | 1963 (druż.)                            | 1     | -      | -    | 1     |
| Kazimierz Barburski      | 1970 (druż.)                            | -     | 1      | -    | 1     |
| Michał Butkiewicz        | 1970 (druż.)                            | -     | 1      | -    | 1     |
| Zbigniew Matwiejew       | 1970 (druż.)                            | -     | 1      | -    | 1     |
| Małgorzata Bereza        | 2009 (druż.)                            | -     | 1      | -    | 1     |
| Ewa Nelip                | 2009 (druż.)                            | -     | 1      | -    | 1     |
| Magdalena Piekarska      | 2009 (druż.)                            | -     | 1      | -    | 1     |
| Leszek Swornowski        | 1979 (ind.)                             | -     | -      | 1    | 1     |
| Robert Kościelniakowski  | 1987 (ind.)                             | -     | -      | 1    | 1     |
| Dominika Butkiewicz      | 1994 (druż.)                            | -     | -      | 1    | 1     |
| Magdalena Jeziorowska    | 1994 (druż.)                            | -     | -      | 1    | 1     |
| Dorota Słomińska         | 1994 (druż.)                            | -     | -      | 1    | 1     |
| Robert Andrzejuk         | 1997 (ind.)                             | -     | -      | 1    | 1     |
| Krzysztof Mikołajczak    | 2009 (druż.)                            | -     | -      | 1    | 1     |
| Tomasz Motyka            | 2009 (druż.)                            | -     | -      | 1    | 1     |
| Adam Wiercioch           | 2009 (druż.)                            | -     | -      | 1    | 1     |
| Radosław Zawrotniak      | 2009 (druż.)                            | -     | -      | 1    | 1     |